# Myosotis ludomilae
Myosotis ludomilae är en strävbladig växtart som beskrevs av Zaverucha. Myosotis ludomilae ingår i släktet förgätmigejer, och familjen strävbladiga växter. Inga underarter finns listade i Catalogue of Life.